# Hoshi no Kirby
Kirby (星のカービィ Hoshi no Kābi, 'Kirby de las estrellas'), conocido como Kirby: Right Back at Ya! en inglés, es una serie de anime basada en la franquicia de videojuegos Kirby de HAL Laboratory y Nintendo. El director de la serie es Sōji Yoshikawa y está producida por Warp Star Co., una compañía formada gracias a un acuerdo entre Nintendo y HAL Laboratory, Inc.
Se emitió a través de Fox Box (Estados Unidos), Chubu-Nippon Broadcasting (Japón), Fox Kids y Jetix (Latinoamerica) y Toon Disney (España). La serie tiene 4 temporadas de 100 capítulos, emitidas en Japón entre el 6 de octubre de 2001 y el 27 de septiembre de 2003.

## Historia
Comienza con la llegada de Kirby a Dreamland, debido a problemas con la nave se estrella en el lugar. Ahí se encuentra con el Rey Dedede, un pingüino que gobierna Dream Land, y que quiere eliminar a Kirby con la ayuda de los monstruos que le pide a un vendedor de una corporación llamada Empresas Pesadilla. Kirby se alía con Tiff, Tuff y Meta Knight para enfrentarse al rey y a los Monstruos enviados por las Empresas Pesadilla. Más tarde, revive Kirby, es como un bebé y sus poderes se están desarrollando, entre ellos su asombrosa capacidad de absorber objetos y obtener sus habilidades.

## Personajes
- Kirby: Kirby es un joven guerrero de las estrellas. Se habla de él en la leyenda como Kirby de las Estrellas, porque una nave de Star Warrior está diseñado para ir a donde hay demonios. La nave de Kirby detecta las criaturas que Dedede estaba pidiendo y lo despertó 200 años antes de lo previsto. Debido a este despertar temprano Kirby sigue siendo un niño. No habla mucho, se limitó a decir "poyo". Ciertos personajes como Tiff y Meta Knight entienden su lenguaje. Kirby también llega a decir 'suika' (sandía en japonés). La explicación oficial de por qué Kirby no habla es que su creador Masahiro Sakurai no quería que lo hiciera. Los personajes que no hablan a menudo se crean de esa manera a ser visto como más entrañable y más fácil de identificar. También existe la "ventana para el jugador" factor de esto se expresa más en Link de The Legend of Zelda, creado por Shigeru Miyamoto. Soji Yoshikawa citó ejemplos como Snoopy, pero dijo que era bastante difícil tener un personaje principal que no hablaba.

- Tiff: Tiff es la hija mayor del ministro del gabinete. Ella ha vivido en el castillo de Dedede toda su vida. Ella es muy inteligente para su edad, con gran parte de su interés por cuidar en el medio ambiente. Su materia favorita es la biología marina. También puede ser poco tolerante a la actitud juguetona de Kirby y habla en su mente por muchas horas para reflexionar y encontrar soluciones, sobre todo cuando ella piensa que el Rey Dedede no es digno para ser un gobernante. Tiff es la única que puede convocar de Kirby Warp estrella cuando está en peligro. Meta Knight dijo que Kirby no puede mantenerlo a salvo por sí mismo, por lo que Tiff, a pesar de su actitud racional y exigente, protege mucho a Kirby de las amenazas que envía el Rey Dedede.

- Tuff: Tuff es el hermano menor de Tiff. Él es en muchos aspectos todo lo contrario a su hermana, prefiriendo jugar afuera en vez de leer libros. Él puede ser un elemento cómico en unos episodios o hasta el causante accidental de un problema que peligra la seguridad de Kirby, incluso cuando él está realmente tratando de ayudar. Impetuoso y siempre haciendo travesuras, como tirando de bromas y chistes. Él ahora es amigo de Kirby, a pesar de que se pone celoso de él a veces.

- Rey Dedede: Rey Dedede es el gobernante de Dream Land. A pesar de que Dedede es codicioso, irritante, abusivo y hasta abiertamente sádico, incluso yendo tan lejos como para decir que el sufrimiento de la gente le divierte, nadie ha tratado de derrocarlo de su mandato, a pesar del hecho de que también amenaza a los niños. En realidad él es inofensivo para la mayor parte, pero sus celos y su repulsión hacia Kirby le obliga a comprar bestias demoníacas de HolyNightMare Co. y causar el caos para el pueblo de Dream Land. Le encanta comprar nuevos "juguetes" y actúa como un niño mimado, a pesar de su edad. Su rencor hacia Kirby es porque le disgusta que los ciudadanos de Dreamland lo apoyen más que a él, y si bien en un primer momento, quería expulsar a Kirby de su reino, más tarde, se centra más en exponerlo como una amenaza para que los ciudadanos desconfíen de sus nobles acciones. Dedede tiene un lado más amable, mostrándose compasivo y amigable cuando una amenaza mayor invade Dreamland, llegando hasta decir que Kirby es su amigo.

- Escargoon: Escargoon, un caracol antropomórfico, vivía con su madre en una granja antes de salir a buscar un trabajo de provecho. Pero a pesar de ello Escargoon es muy culto y educado, sabe mucho de química y  electrónica (incluso escribió un libro sobre botánica), permaneció trabajando para Dedede durante muchos años como su consejero real y como saco de boxeo cuando Dedede está enojado. A pesar de los maltratos que sufre, Escargoon realmente se preocupa por su bienestar. Además que aunque Escargoon generalmente cumple con las exigencias de Dedede y lo apoya en sus planes, resulta ser un personaje más empático y en algunos episodios se puso del lado de Kirby llegando a regañar a Dedede por sus actitudes, diciendo que lo que debería hacer es proteger a su reino de las amenazas más peligrosas que acechan su territorio.

- Nightmare: Nightmare es el antagonista principal de la serie y el presidente de Nightmare Enterprises. Nightmare sólo aparece en las sombras durante la mayor parte de la serie, su forma completa solamente se ve al final del penúltimo episodio, y en el final de la serie. Muy poco se sabe acerca de él o de sus orígenes, pero como su nombre indica, es una pesadilla viviente. Se nutre de sufrimiento, creando monstruos para vender en su empresa y utilizar en sus ejércitos para continuar su conquista del universo con el fin de traer a sí mismo más poder. También emite la ilusión de ser invencible, ya que puede abrir su capa y chupar todos los ataques en la zona donde el estómago y el pecho debe ser.

- Meta Knight: Meta Knight trabaja para Dedede, así, junto con sus seguidores Sword Knight y Blade Knight. Sin embargo, se revela que Meta Knight es un guerrero de la estrella como Kirby, y uno de los únicos que sobrevivieron a la guerra contra Nightmare. Él lleva la espada sagrada Galaxia, que sólo unos pocos pueden manejar. Meta Knight aparece como una especie de maestro y guía para Kirby y sus amigos, aunque sólo los ayuda cuando ocurren ataques de los enemigos, ya que se esfuerza que el Rey Dedede no se entere de su otra labor. Tiene la costumbre de aparecer aparentemente de la nada girando su capa como un tornado. En el original, su actor de voz es grave, con ocasionales aleatoria Inglés tirado, posiblemente en referencia a Meta Knight es similar a los caballeros ingleses, con honor y valentía. Él es el segundo más fuerte Star Warrior en el universo, después de Kirby.

- Empresas Pesadillas: Como la cara pública de Nightmare Enterprises, que se encarga de la mayor parte de las ventas de la compañía y de la publicidad desde el centro de la fortaleza de la pesadilla. Tanto en las versiones en japonés e inglés pueden ser bastante sarcásticos, y disfrutan de encontrar maneras de hacer las cosas difíciles para el Rey Dedede, a pesar de que es mucho más sutil sobre ello en el original. En el doblaje en inglés, se fue a través de un cambio de personalidad drástica; su personaje es más que la del estereotipo de "vendedor de coches usados viscosa", utilizando una gran cantidad de argot. En el original, su imagen es la de un vendedor japonés educado, utilizando una gran cantidad de lenguaje honorífico (incluso cuando insulta a los clientes como Dedede). El doblaje en inglés lo hace parecer como si él no quiere nada más, sino para defraudar o estafar Dedede para cada cantidad de dinero que tiene, en lugar de realmente ayudarlo.

## Reparto
| Personaje                       | Seiyū                                                                                   |
| ------------------------------- | --------------------------------------------------------------------------------------- |
| Kirby                           | Makiko Ōmoto                                                                            |
| Tiff (Fumu)                     | Sayuri Yoshida                                                                          |
| Tuff (Bun)                      | Rika Komatsu                                                                            |
| King Dedede                     | Kenichi Ogata                                                                           |
| Escargoon (Escargon)            | Naoki Tatsuka                                                                           |
| Meta Knight                     | Atsushi Kisaichi                                                                        |
| Sword Knight                    | Hikaru Tokita                                                                           |
| Blade Knight                    | Chiro Kanzaki                                                                           |
| Sir Ebrum (Parm)                | Takashi Nagasako                                                                        |
| Lady Like (Memu)                | Yūko Mizutani                                                                           |
| Alcalde Len Blustergas          | Takashi Nagasako                                                                        |
| Hana                            | Chiro Kanzaki                                                                           |
| Jefe Bookem (Chief Borun)       | Atsushi Kisaichi                                                                        |
| Buttercup (Sato)                | Madoka Akita                                                                            |
| Chef Kawasaki                   | Nobuo Tobita                                                                            |
| Gus                             | Osamu Hosoi                                                                             |
| Gengu (Gangu)                   | Mizuki Saitoh                                                                           |
| Iroo (Hohhe)                    | Makiko Ōmoto                                                                            |
| Spikehead (Iro)                 | Chiro Kanzaki                                                                           |
| Honey                           | Madoka Akita                                                                            |
| Profesor Curio (Mr. Curio)      | Takashi Nagasako                                                                        |
| Samo                            | Nobuo Tobita                                                                            |
| Mabel                           | Yūko Mizutani                                                                           |
| Tuggle (Tago)                   | Mizuki Saitoh                                                                           |
| Melman (Moso)                   | Nobuo Tobita                                                                            |
| Dr. Yabui                       | Sekine Kazunori                                                                         |
| Biblio (Bibli)                  | Sekine Kazunori                                                                         |
| Tokkori                         | Fujiko Takimoto                                                                         |
| NME Salesman (Customer Service) | Banjo Ginga                                                                             |
| Waddle Doo                      | Yuko Mizutani                                                                           |
| Kabu                            | Nobuo Tobita                                                                            |
| Fololo (Lololo)                 | Chiro Kanzaki                                                                           |
| Falala (Lalala)                 | Madoka Akita                                                                            |
| Rick the Hamster                | Makiko Ōmoto                                                                            |
| Coo the Owl                     | Chiro Kanzaki                                                                           |
| Kine the Fish                   | Nobuo Tobita                                                                            |
| eNeMeE (Nightmare)              | Banjo Ginga                                                                             |
| Estudio(s)                      | Chubu-Nippon Broadcasting Tokyo Broadcasting System Television en Nagoya y Tokio. Japón |